# Yokohama FC
Der Yokohama FC (jap. 横浜FC, Yokohama Efushī) ist ein japanischer Fußballverein aus Yokohama, einer Stadt in der Präfektur Kanagawa. Durch die Vizemeisterschaft in der J2 League 2024 stieg der Verein zum vierten Mal nach 2006, 2019 und 2022 in die J1 League, die höchste Spielklasse im japanischen Fußball, auf.

## Geschichte
Die Mannschaft wurde 1999 gegründet, nachdem im Vorjahr die beiden Mannschaften der Yokohama Marinos und Yokohama Flügels vereinigt wurden. Gründer waren die Fans der Flügels, die es ablehnten die neuen Yokohama F. Marinos, also im Grunde den bisherigen Lokalrivalen,  zu unterstützen. Mit zahlreichen Spenden wurde daher von den Fans der Trägerverein Yokohama Fulie Sports Club ins Leben gerufen, der schließlich das erste von Fans getragene Team für den Profifußball auf die Beine stellte.
Da die Farben blau-weiß der Yokohama Flügels bereits von den F. Marinos verwendet wurden, entschied sich der Verein die Farbe Zyan der ehemaligen Werksmannschaft NKK FC zu übernehmen. Der Verein stammte zwar aus Kawasaki, spielte aber einige Spiele im heimischen NHK Spring Mitsuzawa Football Stadium, wenn das eigene Stadion von anderen Klubs wie Verdy Kawasaki, Toshiba oder Fujitsu benutzt wurde.
Die ersten zwei Jahre musste das Team allerdings in der unterklassigen Japan Football League verbringen. Als Trainer konnte man den bekannten Deutschen Pierre Littbarski gewinnen. Präsident des Vereins wurde Yasuhiko Okudera, der 1977 der erste japanische Fußballprofi in Europa war. 2001 rückte die Mannschaft dann in die zweite Division der J-League auf. Mit den weiterhin nur sehr mäßigen finanziellen Mitteln hielt sich der sportliche Erfolg zunächst auch in Grenzen. Die Mannschaft stand daher nach der Saison 2005 kurz vor dem Zusammenbruch, als sie die Spielzeit wieder nur auf dem elften Platz von zwölf Mannschaften beenden konnte.
2006 änderte sich dies schlagartig: Nachdem man alle Vorbereitungsspiele, größtenteils gegen Studentenmannschaften, verloren hatte und schließlich auch das erste Saisonspiel verloren ging, entschied sich der Verein zu einem frühen Trainerwechsel. Der bis dahin als Trainer unbekannte Takuya Takagi krempelte die Mannschaft um, vor allem um die Defensive zu stärken. Das Ergebnis waren 15 ungeschlagene Spiele in Folge. Die Mannschaft, die um Altstars wie Kazuyoshi Miura, Shōji Jō, Motohiro Yamaguchi und Norio Omura aufgebaut war, schaffte damit den Sprung an die Spitze der zweiten Liga. Dieser dramatische Aufstieg sorgte auch immer mehr für Aufsehen unter Fußballfans im ganzen Land. Ein Grund dafür war auch, dass die finanziellen Möglichkeiten des Clubs noch immer sehr dürftig waren. So gehörten die Spieler vom Yokohama FC in dieser Zeit zu den wenigen japanischen Fußballprofis, die ihre Trikots selbst waschen und ihre Fußballschuhe selbst putzen mussten; dies änderte sich erst mit der Unterstützung des Cateringunternehmens Leoc als Hauptsponsor des Vereins. Die Saison konnte der Klub erfolgreich als Meister abschließen und stieg nach nur sieben Jahren zum ersten Mal ins Oberhaus auf.
Dort konnte sich der Verein aber nicht etablieren und stieg mit einer enttäuschenden Leistung bereits 5 Spieltage vor Saisonende wieder ab. Das Team griff aber noch entscheidend in den Meisterkampf ein: Mit dem Sieg über die Titelverteidiger der Urawa Red Diamonds am letzten Spieltag ermöglichte der Verein den fünften Titelgewinn der Kashima Antlers.

## Erfolge
- Japanischer Zweitligameister: 2006
- Japanischer Zweitligavizemeister: 2019, 2022, 2024
- Japan Football League: 1999, 2000

## Stadion

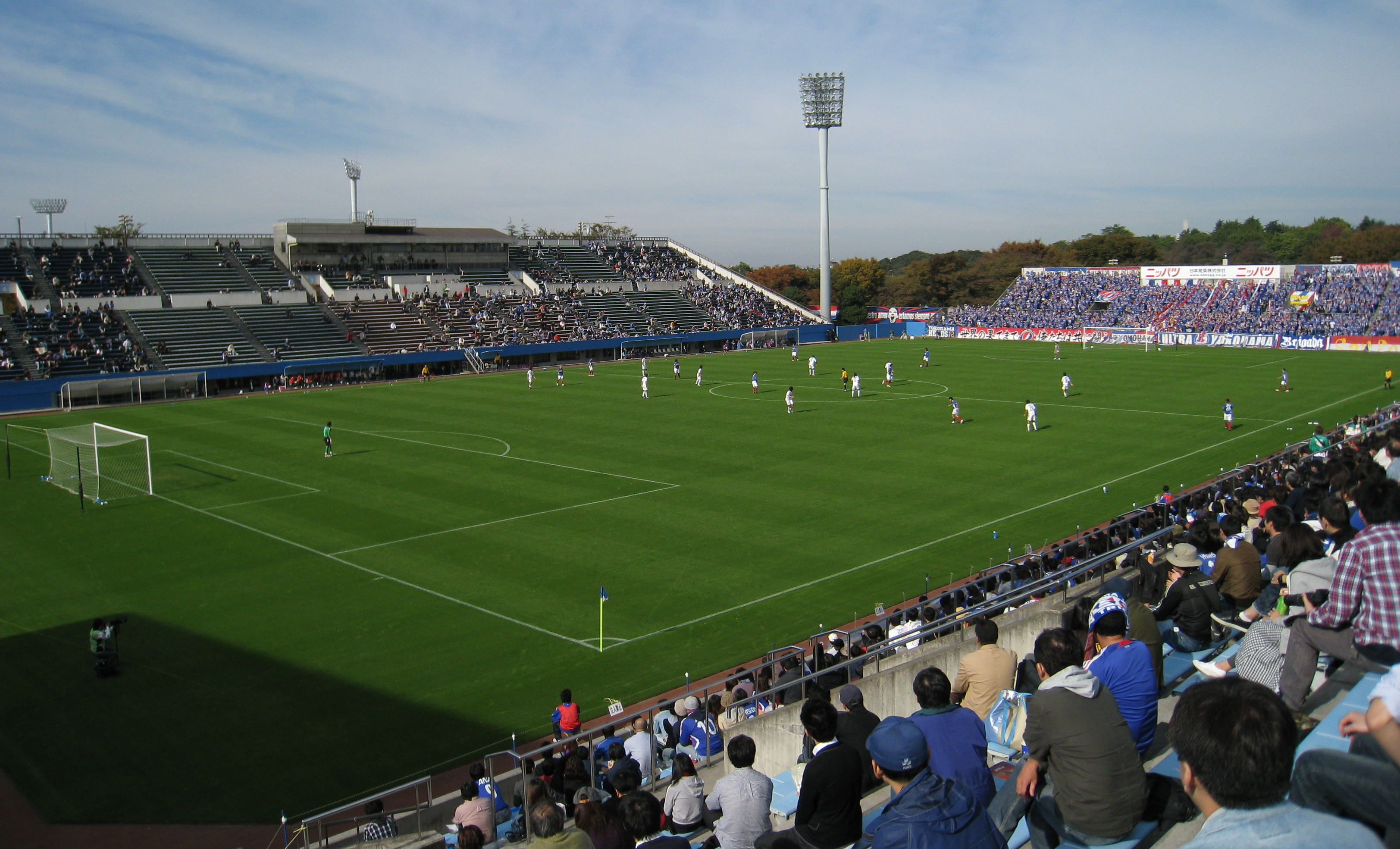
NHK Spring Mitsuzawa Football Stadium

Der Verein trägt seine Heimspiele im NHK Spring Mitsuzawa Football Stadium (jap. 三ツ沢公園球技場, „Mitsuzawa-Park-Ballsportstadion“) in Yokohama in der Präfektur Kanagawa aus. Das Stadion, dessen Eigentümer die Stadt Yokohama ist, hat ein Fassungsvermögen von 15.454 Zuschauern. 
Koordinaten: 35° 28′ 12,1″ N, 139° 36′ 5,5″ O

## Spieler
Stand: April 2025
| Nr. |           | Position | Name               |
| --- | --------- | -------- | ------------------ |
| 1   | Brasilien | TW       | Phelipe Megiolaro  |
| 2   | Japan     | AB       | Boniface Nduka     |
| 3   | Japan     | AB       | Jun’ya Suzuki      |
| 4   | Brasilien | MF       | Yuri Lara          |
| 5   | Japan     | AB       | Akito Fukumori     |
| 6   | Japan     | MF       | Yoshiaki Komai     |
| 7   | Japan     | ST       | Musashi Suzuki     |
| 8   | Japan     | MF       | Towa Yamane        |
| 9   | Japan     | ST       | Solomon Sakuragawa |
| 10  | Brasilien | ST       | João Paulo         |
| 13  | Japan     | ST       | Keijirō Ogawa      |
| 14  | Japan     | MF       | Yoshihiro Nakano   |
| 15  | Japan     | ST       | Shō Itō            |
| 16  | Japan     | MF       | Makito Itō         |
| 17  | Japan     | MF       | Mizuki Arai        |
| 18  | Japan     | ST       | Kaito Mori         |
| 19  | Japan     | AB       | Shawn van Eerden   |
| 20  | Japan     | ST       | Tōma Murata        |
| 21  | Japan     | TW       | Akinori Ichikawa   |
| 22  | Japan     | AB       | Katsuya Iwatake    |
| 23  | Brasilien | ST       | Michel Lima        |
| 27  | Brasilien | AB       | Léo Bahia          |

| Nr. |           | Position | Name              |
| --- | --------- | -------- | ----------------- |
| 28  | Japan     | AB       | Koki Kumakura     |
| 30  | Japan     | AB       | Kōsuke Yamazaki   |
| 32  | Japan     | TW       | Ryo Ishii         |
| 33  | Japan     | ST       | Keisuke Muroi     |
| 34  | Japan     | MF       | Hinata Ogura      |
| 37  | Japan     | ST       | Kantaro Maeda     |
| 39  | Japan     | MF       | Takanari Endo     |
| 40  | Japan     | TW       | Masaki Endo       |
| 41  | Japan     | TW       | Toma Sakurai      |
| 42  | Japan     | TW       | Tsukasa Okame>    |
| 43  | Japan     | TW       | Katsuto Yamagishi |
| 44  | Japan     | MF       | Ryosuke Iwasaki   |
| 45  | Japan     | AB       | Sota Tsukuda      |
| 46  | Japan     | AB       | Soma Sato         |
| 48  | Japan     | AB       | Kaili Shimbo      |
| 49  | Japan     | ST       | Naoya Komazawa    |
| 50  | Japan     | AB       | Jui Hata          |
| 70  | Japan     | AB       | Kyo Hosoi         |
| 76  | Japan     | MF       | Kōta Yamada       |
| 88  | Japan     | TW       | Tsubasa Shibuya   |
| 91  | Brasilien | ST       | Lukian            |

## Trainerchronik
| Trainer                 | Nation      | von                | bis                |
| ----------------------- | ----------- | ------------------ | ------------------ |
| Pierre Littbarski       | Deutschland | 1. Februar 1999    | 31. Dezember 2000  |
| Yoshikazu Nagai         | Japan       | 1. Januar 2001     | 10. September 2001 |
| Yūji Sakakura           | Japan       | 11. September 2001 | 15. September 2001 |
| Katsuyoshi Shintō       | Japan       | 16. September 2001 | 31. Dezember 2002  |
| Pierre Littbarski       | Deutschland | 1. Februar 2003    | 31. Januar 2005    |
| Yūsuke Adachi           | Japan       | 1. Januar 2005     | 6. März 2006       |
| Takuya Takagi           | Japan       | 7. März 2006       | 27. August 2007    |
| Júlio César Leal Junior | Brasilien   | 28. August 2007    | 31. Dezember 2007  |
| Satoshi Tsunami         | Japan       | 1. Februar 2008    | 31. Januar 2009    |
| Yasuhiro Higuchi        | Japan       | 1. Februar 2009    | 31. Januar 2010    |
| Yasuyuki Kishino        | Japan       | 1. Februar 2010    | 18. März 2012      |
| Takahiro Taguchi        | Japan       | 18. März 2012      | 21. März 2012      |
| Motohiro Yamaguchi      | Japan       | 21. März 2012      | 31. Januar 2015    |
| Miloš Rus               | Slowenien   | 1. Januar 2015     | 14. September 2015 |
| Hitoshi Nakata          | Japan       | 14. September 2015 | 1. Dezember 2015   |
| Miloš Rus               | Slowenien   | 1. Dezember 2015   | 15. Juni 2016      |
| Hitoshi Nakata          | Japan       | 16. Juni 2016      | 15. Oktober 2017   |
| Tomonobu Hayakawa       | Japan       | 15. Oktober 2017   | 17. Oktober 2017   |
| Yasuhiko Okudera        | Japan       | 19. Oktober 2017   | 23. Oktober 2017   |
| Edson Tavares           | Brasilien   | 24. Oktober 2017   | 13. Mai 2019       |
| Takahiro Shimotaira     | Japan       | 14. Mai 2019       | 8. April 2021      |
| Tomonobu Hayakawa       | Japan       | 8. April 2021      | 31. Januar 2022    |
| Shūhei Yomoda           | Japan       | 1. Februar 2022    | heute              |

## Saisonplatzierung
| Saison | Liga | Teams | Pos.  | Zuschauer | J. League Cup      | Kaiserpokal |
| ------ | ---- | ----- | ----- | --------- | ------------------ | ----------- |
| 1999   | JFL  | 9     | 1.    |           | -                  | 3. Runde    |
| 2000   | JFL  | 12    | 1. ▲  |           | -                  | 2. Runde    |
| 2001   | J2   | 12    | 9.    | 4.041     | 2. Runde           | 4. Runde    |
| 2002   | J2   | 12    | 12.   | 4.898     | -                  | 3. Runde    |
| 2003   | J2   | 12    | 11.   | 5.930     | -                  | 3. Runde    |
| 2004   | J2   | 12    | 8.    | 5.790     | -                  | 5. Runde    |
| 2005   | J2   | 12    | 11.   | 7.788     | -                  | 4. Runde    |
| 2006   | J2   | 13    | 1. ▲  | 6.843     | -                  | 3. Runde    |
| 2007   | J1   | 18    | 18. ▼ | 17.688    | Gruppenphase       | 5. Runde    |
| 2008   | J2   | 15    | 10.   | 7.577     | -                  | 4. Runde    |
| 2009   | J2   | 18    | 16.   | 5.764     | -                  | 3. Runde    |
| 2010   | J2   | 19    | 6.    | 7.009     | -                  | 3. Runde    |
| 2011   | J2   | 20    | 16.   | 6.832     | -                  | 2. Runde    |
| 2012   | J2   | 22    | 4.    | 6.790     | -                  | 3. Runde    |
| 2013   | J2   | 22    | 11.   | 7.033     | -                  | 2. Runde    |
| 2014   | J2   | 22    | 11.   | 6.226     | -                  | 2. Runde    |
| 2015   | J2   | 22    | 15.   | 6.842     | -                  | 2. Runde    |
| 2016   | J2   | 22    | 8.    | 6.565     | -                  | 4. Runde    |
| 2017   | J2   | 22    | 10.   | 7.312     | -                  | 2. Runde    |
| 2018   | J2   | 22    | 3.    | 7.086     | -                  | 3. Runde    |
| 2019   | J2   | 22    | 2. ▲  | 8.055     | -                  | 3. Runde    |
| 2020   | J1   | 18    | 15.   | 4.980     | Gruppenphase       | -           |
| 2021   | J1   | 20    | 20. ▼ | 5.388     | Gruppenphase       | 2. Runde    |
| 2022   | J2   | 22    | 2. ▲  | 5.088     | -                  | 3. Runde    |
| 2023   | J1   | 18    | 18. ▼ | 9.128     | Gruppenphase       | 3. Runde    |
| 2024   | J2   | 20    | 2. ▲  | 6.963     | 1. Runde (Runde 3) | 3. Runde    |
| 2025   | J1   | 20    |       |           |                    |             |

JFL = Japan Football League (damals 3. Ligaebene)